# Duque de Loulé
Duque de Loulé é um título nobiliárquico português.

## Marqueses de Loulé
O Marquesado de Loulé foi criado em 6 de Julho de 1799 por D. João, Príncipe Regente de D. Maria I de Portugal, a favor de Agostinho Domingos José de Mendoça Rolim de Moura Barreto, 8.º Conde de Vale de Reis.
Com o casamento do 2.º Marquês de Loulé, 9.º Conde de Vale de Reis, com D. Ana de Jesus Maria, filha do rei D. João VI de Portugal e de D. Carlota Joaquina de Bourbon, o titular foi elevado a 1.º Duque de Loulé e ele e os seus descendentes de ambos passaram a gozar do tratamento de Dom.
Usaram o título
- 1.º - Agostinho Domingos José de Mendoça Rolim de Moura Barreto (1780-1824), 1.º Marquês de Loulé, 8.º Conde de Vale de Reis.
- 2.º - D. Nuno José Severo de Mendoça Rolim de Moura Barreto (1804-1875), 2.º Marquês e 1.º Duque de Loulé, 9.º Conde de Vale de Reis; casado com D. Ana de Jesus Maria, filha de D. João VI e, por isso, titulada de infanta de Portugal.
- 3.º - D. Pedro José Agostinho de Mendoça Rolim de Moura Barreto (1830-1909), 2.º Duque de Loulé, 10.º Conde de Vale de Reis; casado com D. Constança Maria de Figueiredo Cabral da Câmara.
- 4.º - D. Maria Domingas José de Mendonça Rolim de Moura Barreto (1853-1928), 3.ª Duquesa de Loulé, 11.ª Condessa de Vale de Reis.

Representantes do título no pós-Monarquia
- 5.º - D. Constança Maria da Conceição Berquó de Mendoça Rolim de Moura Barreto (1889-1967), 4.ª Duquesa de Loulé, 12.ª Condessa de Vale de Reis.
- 6.º - D. Alberto Nuno Carlos Rita Folque de Mendóça Rolim de Moura Barreto (1923-2003), 5.º Duque de Loulé, 13.º Conde de Vale de Reis.
- 7.º - D. Pedro José Folque de Mendoça Rolim de Moura Barreto (1958- ), 6.º Duque de Loulé, 14.º Conde de Vale de Reis.

## Duques de Loulé

Armas dos Duques de Loulé

O Ducado de Loulé foi criado de juro e herdade em 3 de Outubro de 1862 pelo rei D. Luís I de Portugal, a favor do 2.º marquês de Loulé e 9.º conde de Vale de Reis, Nuno José Severo de Mendoça Rolim de Moura Barreto. 
Usaram o título
- 1.º - D. Nuno José Severo de Mendoça Rolim de Moura Barreto (1804-1875), 2.º Marquês e 1.º Duque e Loulé e 9.º Conde de Vale de Reis; casado com D. Ana de Jesus Maria, filha de D. João VI e, por isso, titulada de infanta de Portugal.
- 2.º - D. Pedro José Agostinho de Mendoça Rolim de Moura Barreto (1830-1909), 2.º Duque de Loulé e 10.º Conde de Vale de Reis; casado com D. Constança Maria de Figueiredo Cabral da Câmara.
- 3.º - D. Maria Domingas José de Mendonça Rolim de Moura Barreto (1853-1928), 3.ª Duquesa de Loulé e 11.ª Condessa de Vale de Reis.

Representantes do título no pós-Monarquia
- 4.º - D. Constança Maria da Conceição Berquó de Mendoça Rolim de Moura Barreto (1889-1967), 4.ª Duquesa de Loulé, 12.ª Condessa de Vale de Reis.
- 5.º - D. Alberto Nuno Carlos Rita Folque de Mendóça Rolim de Moura Barreto (1923-2003), 5.º Duque de Loulé, 13.º Conde de Vale de Reis.
- 6.º - D. Pedro José Folque de Mendoça Rolim de Moura Barreto (1958- ), 6.º Duque de Loulé, 14.º Conde de Vale de Reis.

## Pretensão ao trono português
Em 2008, no seu livro "O Usurpador - O Poder sem Pudor", o político e fadista Nuno da Câmara Pereira alegou que o verdadeiro herdeiro da coroa portuguesa seria o seu primo Pedro José Folque de Mendoça Rolim de Moura Barreto, atual representante dos títulos de Duque de Loulé e Conde de Vale de Reis, por ser um descendente da infanta D. Ana de Jesus Maria de Bragança, filha mais nova do rei D. João VI de Portugal. Na sua obra, todavia, reconheceu ainda a validade das pretensões de outra descendente real, a D. Maria Pia de Saxe-Coburgo Gotha e Bragança, por se tratar alegadamente da filha bastarda do rei D. Carlos I de Portugal. Segundo Câmara Pereira, Duarte Pio é quem não possui quaisquer direitos dinásticos por descender apenas de um ex-Infante, D. Miguel, o qual foi perpetuamente banido da sucessão ao trono pela Carta Constitucional de 1826 após a vitória liberal na Guerra Civil Portuguesa.